# أبو دزينة (مسلسل)
مسلسل أبو دزينة : وهو مسلسل سوري كوميدي من تأليف وإخراج : فادي غازي
القصة : يكون أبو دزينة من الطبقة الفقيرة وكانت تعيش معه حماته وهي محرك الكوميدية في المسلسل وبناته العشرة اللواتي يذهبن كل يوم إلى الشوارع لطلب المساعدة بناءا على طلب أبيهن أبو دزينة وفجاة تأتي له رزقة كبيرة من أحد أقربائه في أستراليا وتنقلب حياته إلى السعادة حيث يسكن في فيلا هو وامرأته وحماته ويطمع الناس في ثروته التي يريدون الاستفادة منها وتأتي عن طريق الزواج ببناته ويبدأ بمشاريعه التي لا تأتي بنتيجة عن طريق زواج بناته.

## أبطال العمل
- نزار أبو حجر
- عبير شمس الدين
- حنان اللولو
- روعة شيخاني
- راما الراشد
- مايا فرح
- سيما الذهبي
- لبنى يحيى
- ليليان ستوت
- رنا حيدر
- ريم مقدسي
- صفاء حبي
- شانتال مقبعة
- اندريه سكاف
- جمال العلي
- جرجس جبارة
- عاصم حواط
- محمد خليفة
- مظهر جروح
- فضل سليمان
- راكان تحسين بك
- دانا جبر
- محمد خير الجراح
- يزن السيد
- طارق مرعشلي
- داود الشامي
- أكرم تلاوي
- وفاء بشور
- مظهر الحكيم
- وليد حصوة